# Anisodes suberea
Anisodes suberea är en fjärilsart som beskrevs av Paul Dognin 1900. Anisodes suberea ingår i släktet Anisodes och familjen mätare. Inga underarter finns listade i Catalogue of Life.